# Los Chopos (Málaga)
Los Chopos es un barrio del extrarradio de la ciudad andaluza de Málaga (España), situado en el distrito de Campanillas, junto al borde con el distrito de Churriana y la ribera del río Guadalhorce. Se trata de un núcleo de población aislado, rodeado de huertas, polígonos industriales y, al otro lado del río, el aeropuerto de Málaga-Costa del Sol.
Ninguna línea de autobús de la EMT llega hasta el barrio.
La nueva hiperronda pasa a poca distancia de Los Chopos.